# Mesechinus hughi
Хјуов или (централно)кинески јеж (Mesechinus hughi) је врста сисара из породице јежева (лат. Erinaceidae). 

## Распрострањење
Кина је једино познато природно станиште врсте.

## Станиште
Врста Mesechinus hughi има станиште на копну.

## Угроженост
Ова врста није угрожена, и наведена је као последња брига јер има широко распрострањење.

### Популациони тренд
Популација ове врсте се смањује, судећи по расположивим подацима.